# Храповицкий, Иван Семёнович
Иван Семёнович Храповицкий  (1786—1864) — тайный советник, нижегородский и санкт-петербургский гражданский губернатор.

## Биография

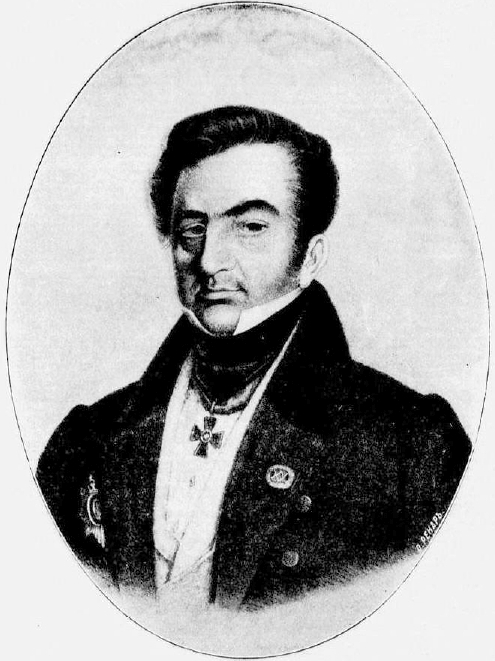
И. С. Храповицкий

Родился в 1786 году в семье отставного подпоручика Семёна Яковлевича Храповицкого, избиравшегося дворянским предводителем Смоленского уезда, и его жены Марии Львовны, урождённой Чернышёвой.
Из юнкеров коллегии иностранных дел 14 октября 1802 года переведён эст-юнкером в Кавалергардский полк. 12 января 1804 года произведён в корнеты, в 1805 году в поручики, а в 1808 году в штабс-ротмистры. Принимал участие в сражении под Аустерлицем, за что он был награждён орденом святой Анны 4-й ст. и в кампании 1807 года.
8 декабря 1810 года Храповицкий по болезни уволен со службы в чине ротмистра. 16 июля 1812 года поступил подполковником в Московскую военную силу, из которой уволен 14 декабря 1814 года. В 1818 году пожалован камер-юнкером, с переименованием в надворные советники, и определён в Московский архив иностранной коллегии.
5 июля 1820 года переведён в ведомство министра финансов, 16 июля 1821 года назначен Орловским вице-губернатором с производством в коллежские советники. 28 марта 1824 года назначен Московским вице-губернатором. В 1825 году произведён в статские советники. 22 августа 1826 года пожалован в камергеры.
3 апреля 1827 года назначен Нижегородским губернатором. 7 июня 1827 года произведён в действительные статские советники. 27 января 1829 года переведён на ту же должность в Санкт-Петербург.
Последние годы проживал в Москве в собственном доме на Нижней Кисловской. Слыл богатым барином и большим хлебосолом, любил угощать москвичей. Скончался 16 февраля 1864 года. Похоронен в холодной части Сретенской церкви, за правым клиросом, села Ново-Николаевское Судогодского уезда Владимирского губернии.

## Награды
- Орден Святой Анны 4-й степени (5 апреля 1806)[4]
- Орден Святой Анны 2-й степени (28 июля 1822)[5]
- Орден Святого Владимира 3-й степени (1 марта 1824)[6]
- Орден Святой Анны 1-й степени (1 января 1830); императорская корона к ордену (5 декабря 1832)[7]

## Семья
Был женат на дочери отставного бригадира Екатерине Александровне Хоненевой (1788—1855), ей принадлежало имение Муромцево (ныне посёлок Муромцево).  
В браке родилось четверо детей: 
- Семён Иванович (1811—1873) — отставной кавалергардский полковник, отец Владимира Семёновича Храповицкого; Марии Семеновны Шидловской (ум. в 1907), которая была женой генерал-майора, авиастроителя М.В.Шидловского;  Екатерины Семеновны Шидловской, жены П.А.Игнатьева.
- Наталья Ивановна
- Мария Ивановна (01.07.1810)
- Александра Ивановна (1814—1883) — замужем за адмиралом графом Л. Л. Гейденом.